# 아로라에

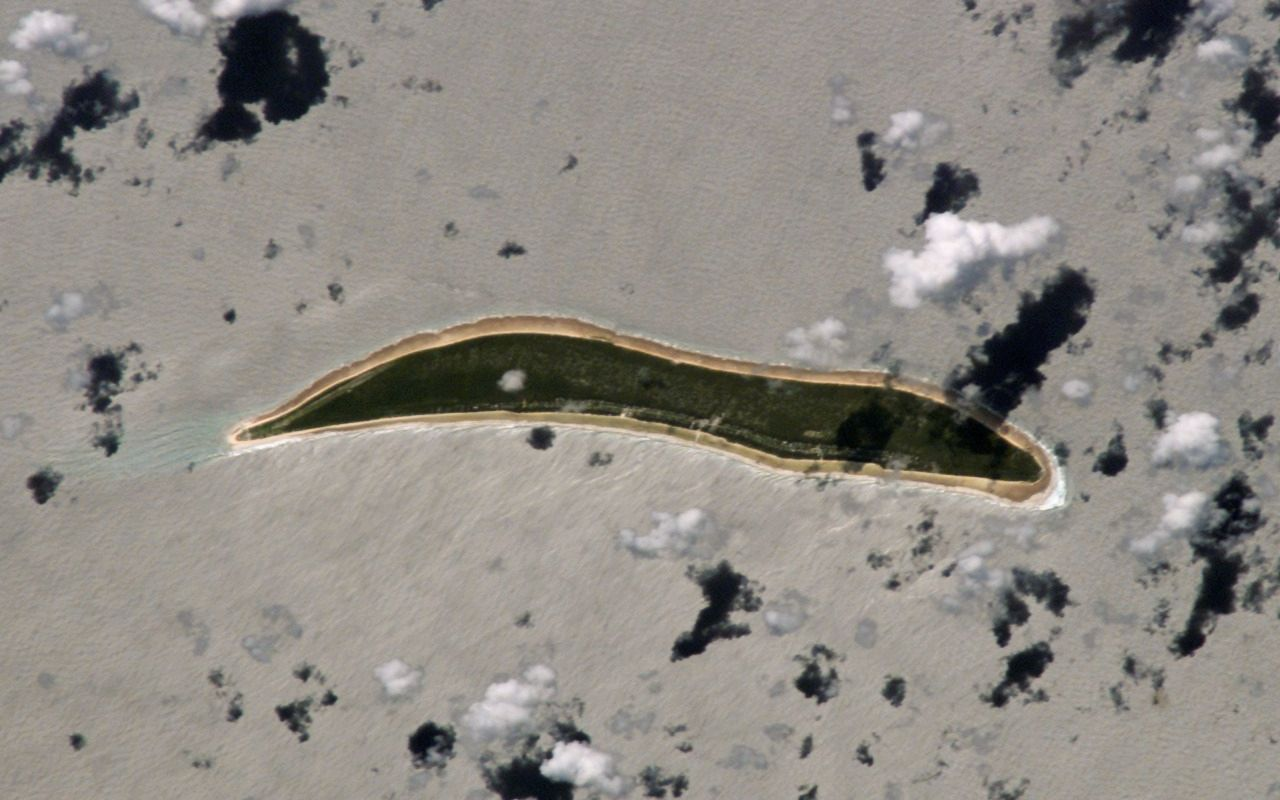
아로라에

아로라에(Arorae)는 태평양 중서부에 위치한 키리바시의 환초로, 길버트 제도에 속한다.
아로라에 우체국이 1923년 즈음 개국하였다.